# Gewöhnlicher Erdrauch
Der Gewöhnliche Erdrauch (Fumaria officinalis), auch Gemeiner Erdrauch, Echter Erdrauch oder kurz Erdrauch (Übersetzung von lateinisch fumus terrae) genannt, ist eine Pflanzenart aus der Gattung Erdrauch (Fumaria) innerhalb der Familie der Mohngewächse (Papaveraceae).

## Beschreibung

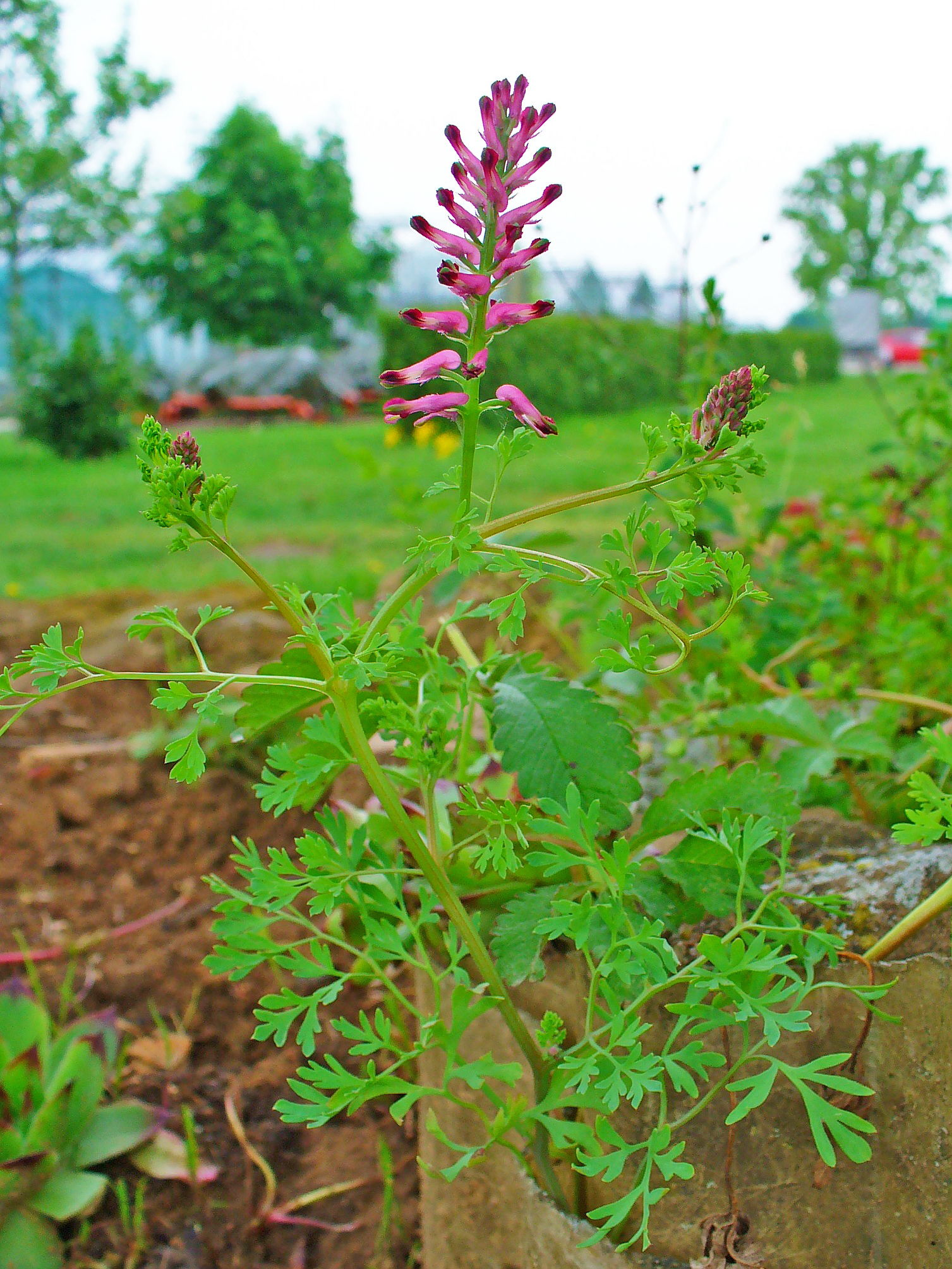
Habitus, Laubblätter und Blütenstand

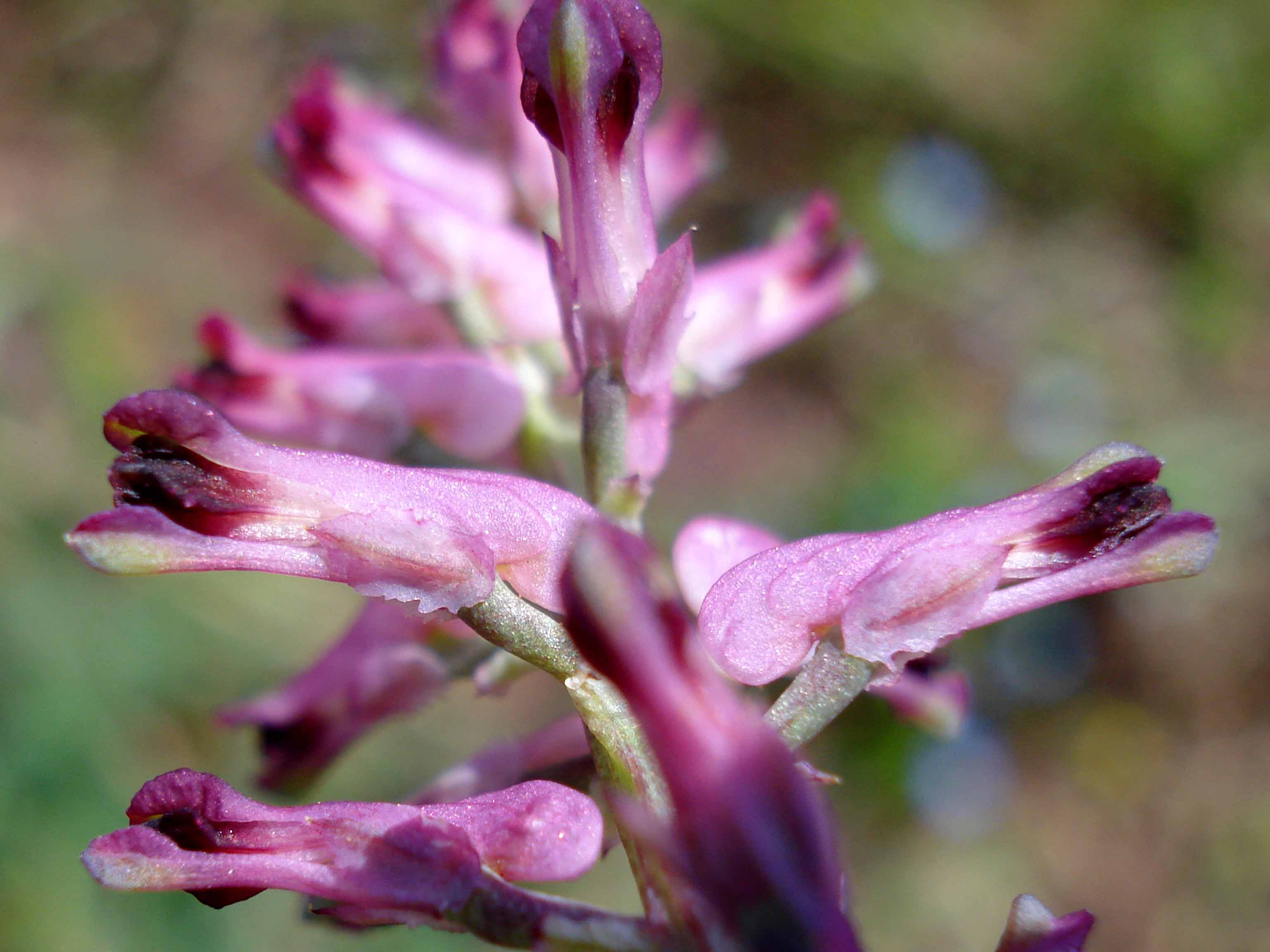
Blüten

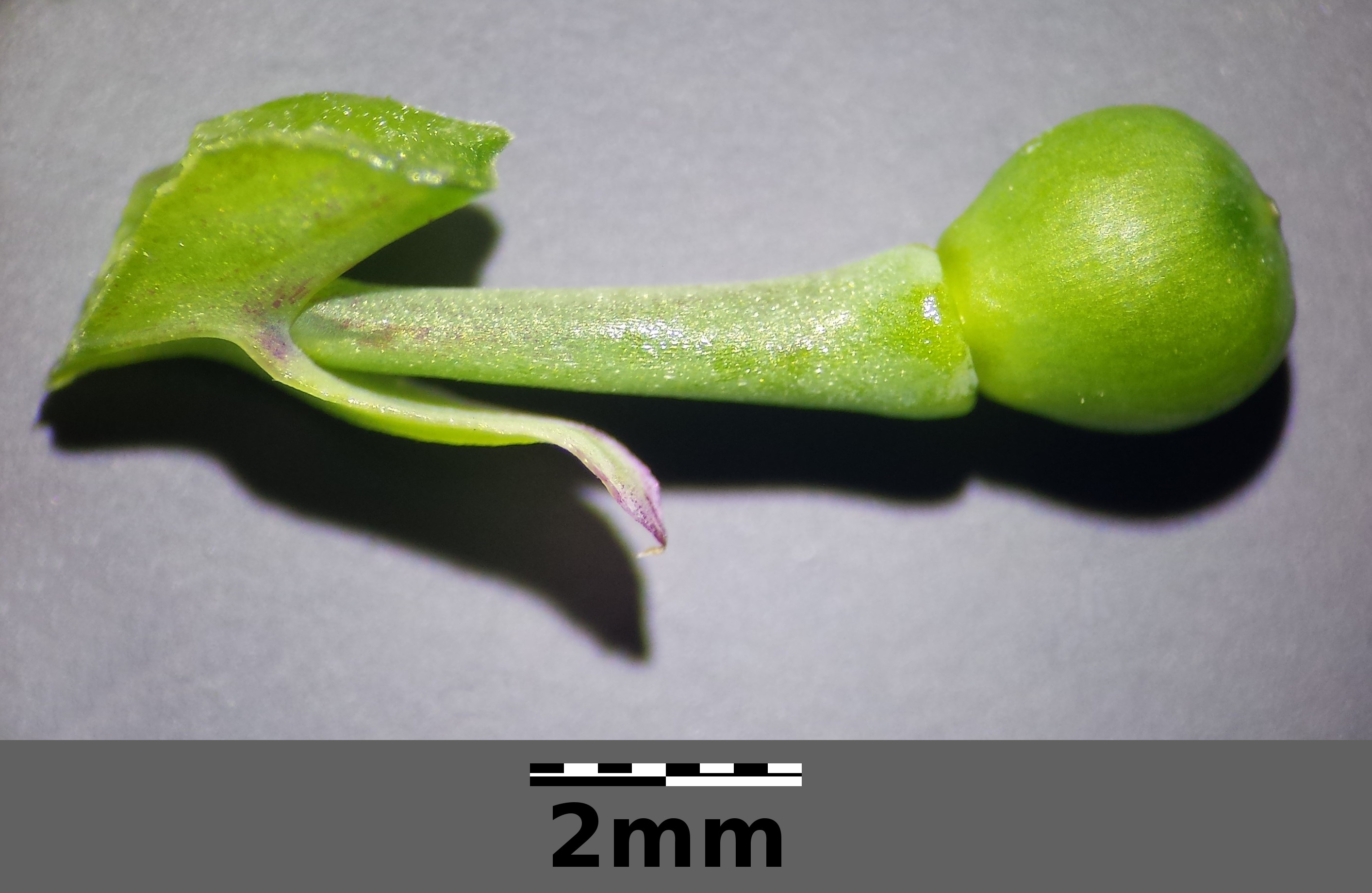
Junge Frucht

### Vegetative Merkmale
Beim Gewöhnlichen Erdrauch handelt es sich um eine einjährige krautige Pflanze. Die aufrechten bis aufsteigenden, jedoch nicht kriechenden oder kletternden, aber ästigen, hohlen Stängel erreichen Längen von 10 bis über 50 Zentimetern und sind kahl.
Die gestielten Laubblätter sind wechselständig angeordnet. Die doppelt gefiederte Blattspreite, mit dreigeteilten, gestielten Fiedern, besitzt stumpfe bis spitze lanzettliche, oft geteilte Abschnitte, die schmaler als bei den meisten anderen Erdraucharten sind. Die oft feinstachelspitzigen Fiederabschnitte sind länglich-lineal und 2 bis 3 Millimeter breit. Die Laubblätter sind kahl und bläulich-grün; dadurch wirkt ein Bestand von weitem „rauchähnlich“ (Gattungsname).

### Generative Merkmale
Die Blütezeit reicht von Mai bis November. Der einschließlich des Blütenstandsschaftes 3 bis 7 Zentimeter lange, blattgegen- und endständige, aufrechte, traubige Blütenstand enthält bis zu 80 Blüten. Es ist bei den Blüten jeweils ein beständiges Tragblatt vorhanden.
Die kurz gestielten, zwittrigen Blüten sind zygomorph mit doppelter Blütenhülle. Die zwei kurzen und gezähnten Kelchblätter sind 1,5 bis 3,5 Millimeter lang und 1 bis 1,5 Millimeter breit, fallen aber leicht ab. Vier Kronblätter sind rosa- bis purpurfarben, an der Spitze oft dunkelrot bis schwarz gekrönt und in der Regel 8 bis 9 Millimeter lang ist. Drei Petalen sind verwachsen und eines ist frei. Der Sporn weist eine Länge von etwa 2,5 Millimeter auf.
Der Fruchtstiel ist aufrecht abstehend. Die einsamigen, kugeligen bis verkehrt-eiförmigen, grünen Nussfrüchte sind 2, selten bis zu 3 Millimeter lang.
Die Chromosomenzahl beträgt bei der Fumaria officinalis subsp. officinalis 2n = 14, 28 oder 32, bei der Fumaria officinalis subsp. wirtgenii 2n = 48.

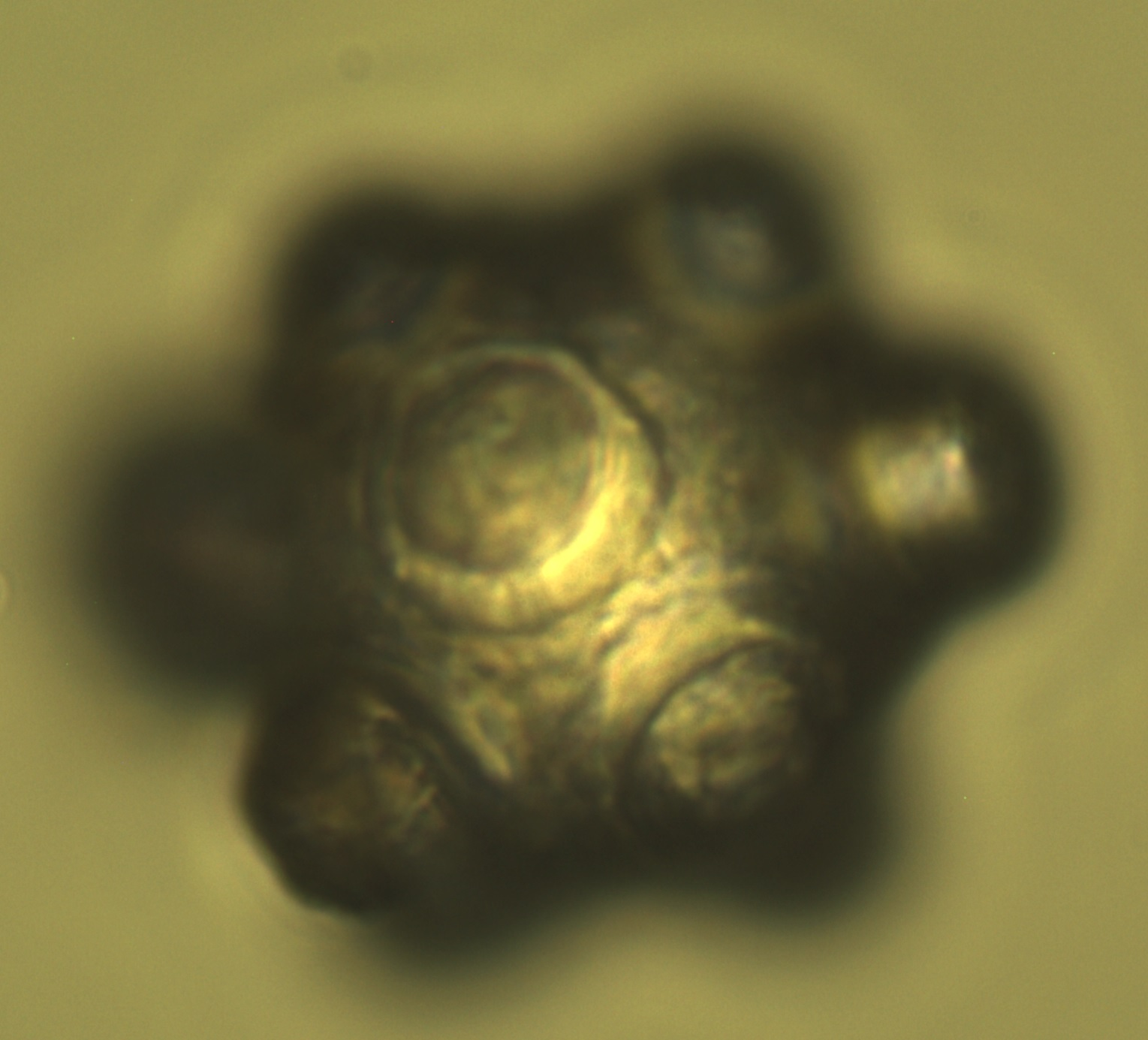
Pollenkorn des Gewöhnlichen Erdrauchs (400×)

## Giftigkeit und Inhaltsstoffe
Alle Pflanzenteile des Gewöhnlichen Erdrauch sind giftig. Hauptwirkstoffe sind Alkaloide wie Protopin, Sinactin, Cryptopin und einige andere zum Teil noch unbekannte Alkaloide. 
Bekannte Inhaltsstoffe sind: Benzylisochinolin-Alakaloide wie Scoulerin, das krampflösende Protopin (auch Fumarin genannt) und Fumaricin, das teilweise an Fumarsäure gebunden ist, weiterhin Caffeoyläpfelsäure und Flavonoide.

## Ökologie
Beim Gewöhnlichen Erdrauch liegt Thigmonastie vor d. h. die Blattstiele sind bei Berührung reizbar; dadurch können sie sich auf eine Unterlage stützen oder diese sogar umwinden. Ein Wachsüberzug über  Pflanzenteilen wirkt wasserabstoßend. Wasserüberschüsse werden aber auch durch nächtliche Wasserabgabe, d. h. durch Guttation, abgeführt. Der Gewöhnliche Erdrauch wurzelt 20 bis 60 Zentimeter tief.
Die Bestäubung erfolgt in der Regel durch Insekten, aber auch eine Selbstbestäubung ist möglich.
Die Nussfrüchte unterliegen zunächst der Schwerkraftausbreitung und können dann als Regenschwemmlinge weiter fortgetragen werden. Die Diasporen werden durch Ameisen ausgebreitet (Myrmechorie).

## Vorkommen
Ursprünglich ist Fumaria officinalis in der gemäßigten und mediterranen Gebieten Eurasiens verbreitet. Fumaria officinalis ist fast weltweit ein Neophyt, tritt in den Tropen bis Subtropen aber nur selten auf. Der Gewöhnliche Erdrauch ist die in Mitteleuropa häufigste Art der Gattung Erdrauch. Er steigt in den Alpen in Höhenlagen von bis zu 1850 Metern auf. Es handelt sich beim Gewöhnlichen Erdrauch in Mitteleuropa um einen Kulturbegleiter seit der jüngeren Steinzeit (Archäophyt).
Entsprechend den ökologischen Zeigerwerten nach Ellenberg weist die Halbschattenpflanze auf warmgemäßigtes Seeklima und gleichmäßig leicht feuchte Gebiete hin. Außerdem lässt sie auf schwach saure, stickstoffreiche Böden schließen.
Der Gewöhnliche Erdrauch gilt als Nährstoffanzeiger. Sie wächst auf bearbeitetem Boden wie in Gärten, auf Äckern oder Weinbergen oder an Ruderalstellen, wo sie überall häufig ist. Dabei tritt sie in kleinen Gruppen oder als Einzelexemplar auf. Sie gedeiht auf frischen, basenreichen, milden bis mäßig sauren, humosen lockeren Lehmböden. Sie ist in Mitteleuropa eine Charakterart des Verbands Fumario-Euphorbion.

## Systematik
Die Erstveröffentlichung von Fumaria officinalis erfolgte 1753 durch Carl von Linné in Species Plantarum, Tomus II, S. 700.
Je nach Autor gibt es von Fumaria officinalis wenige Unterarten:
- Fumaria officinalis subsp. cilicica (Hausskn.) Lidén (Syn.: Fumaria cilicica Hausskn.): Die traubigen Blütenstände enthalten 30 bis 80 Blüten. Die Frucht besitzt ein deutliches,  nicht abfallendes Spitzchen. Diese Unterart kommt in der östlichen Türkei, in Syrien, im Libanon und im Irak vor.[8]
- Fumaria officinalis L. subsp. officinalis: Die traubigen Blütenstände enthalten 10 bis 45 Blüten. Die Kelchblätter sind (2 bis) 2,5 bis 3 Millimeter lang. Die vorne gestutzte Frucht besitzt kein Spitzchen. Dies ist die allgemein verbreitete Unterart. Die ökologischen Zeigerwerte nach Landolt et al. 2010 sind in der Schweiz für diese Unterart: Feuchtezahl F = 3w (mäßig feucht aber mäßig wechselnd), Lichtzahl L = 4 (hell), Reaktionszahl R = 4 (neutral bis basisch), Temperaturzahl T = 3+ (unter-montan und ober-kollin), Nährstoffzahl N = 4 (nährstoffreich), Kontinentalitätszahl K = 3 (subozeanisch bis subkontinental).[11]
- Fumaria officinalis subsp. wirtgenii (W.D.J.Koch) Arcang. (Syn.: Fumaria wirtgenii W.D.J.Koch): Die traubigen Blütenstände enthalten nur 10 bis 25 Blüten. Die Kelchblätter sind 1,5 bis 2 (bis 2,5) Millimeter lang. Die nur 7 bis 8 Millimeter lange Krone ist hellpurpurfarben. Die Frucht ist kurz bespitzt. Es gibt Fundortangaben für Spanien, Portugal, Frankreich, Großbritannien, Irland, Norwegen, die Niederlande, Belgien, Polen, Ungarn, die Schweiz, Deutschland, Österreich, Italien, Slowenien, Kroatien, Montenegro, Albanien, Bulgarien, Rumänien, Griechenland, die Türkei und die Ukraine vor.[8][10] Die ökologischen Zeigerwerte nach Landolt et al. 2010 sind in der Schweiz für diese Unterart: Feuchtezahl F = 2+w (mäßig trocken aber mäßig wechselnd), Lichtzahl L = 4 (hell), Reaktionszahl R = 4 (neutral bis basisch), Temperaturzahl T = 4 (kollin), Nährstoffzahl N = 4 (nährstoffreich), Kontinentalitätszahl K = 4 (subkontinental).[11]

Nicht mehr zu dieser Art gehört:
Die Unterart Fumaria officinalis subsp. ragusina (Pugsley) Lidén (Syn.: Fumaria officinalis var. ragusina Pugsley) → gilt als Art Fumaria ragusina (Pugsley) Pugsley: Sie kommt nur in Albanien und Kroatien vor.

## Verwendung als Heilpflanze
Als Arzneimittel wurde früher vor allem der Presssaft (Erdrauchsaft) aus dem frischen Kraut und werden heute meist die getrockneten blühenden Pflanzen eingesetzt. Erdrauchkraut als Tee verwendet man als Spasmolytikum bei krampfartigen Beschwerden im oberen Verdauungstrakt, insbesondere im Bereich der Gallenblase und der Gallenwege. Für die Droge werden dabei neben krampflösenden auch regulierende Eigenschaften auf den Gallenfluss angegeben. Abführende Effekte wurden schon immer in der Volksheilkunde bei Verstopfung genutzt und eine gewisse harntreibende Wirkung bei chronischen Hautleiden. Diese Anwendung wurde in der Schulmedizin aufgegriffen und führte zum Einsatz synthetisch hergestellter Ester der Fumarsäure in der (unter ärztlicher Aufsicht durchgeführten) Therapie von Psoriasis.
Im September 1986 veröffentlichte die Kommission E des ehemaligen Bundesgesundheitsamtes eine Monographie über Erdrauchkraut. Darin wurde die Anwendung von Zubereitungen aus dem Kraut zur Behandlung von krampfartigen Beschwerden im Bereich der Gallenblase und der Gallenwege sowie des Magen-Darm-Traktes befürwortet.

## Abbildungen

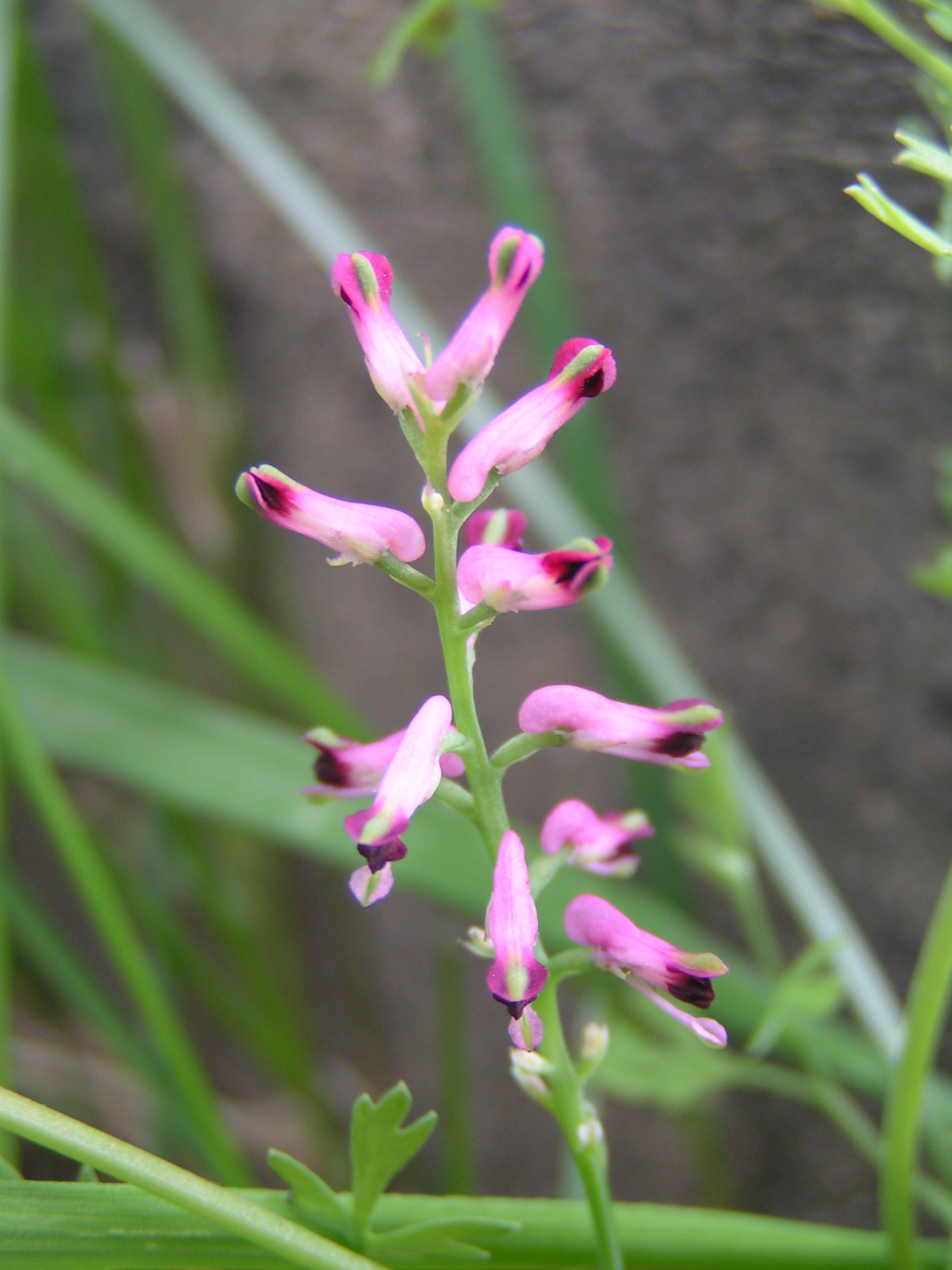
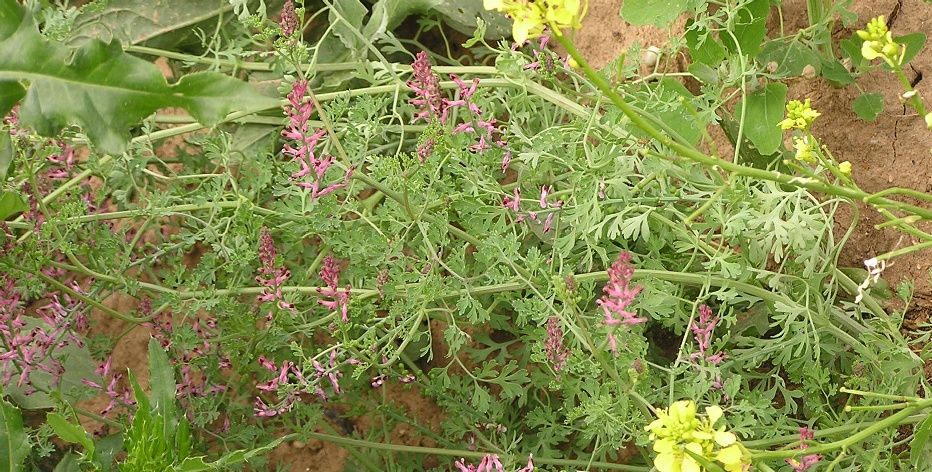
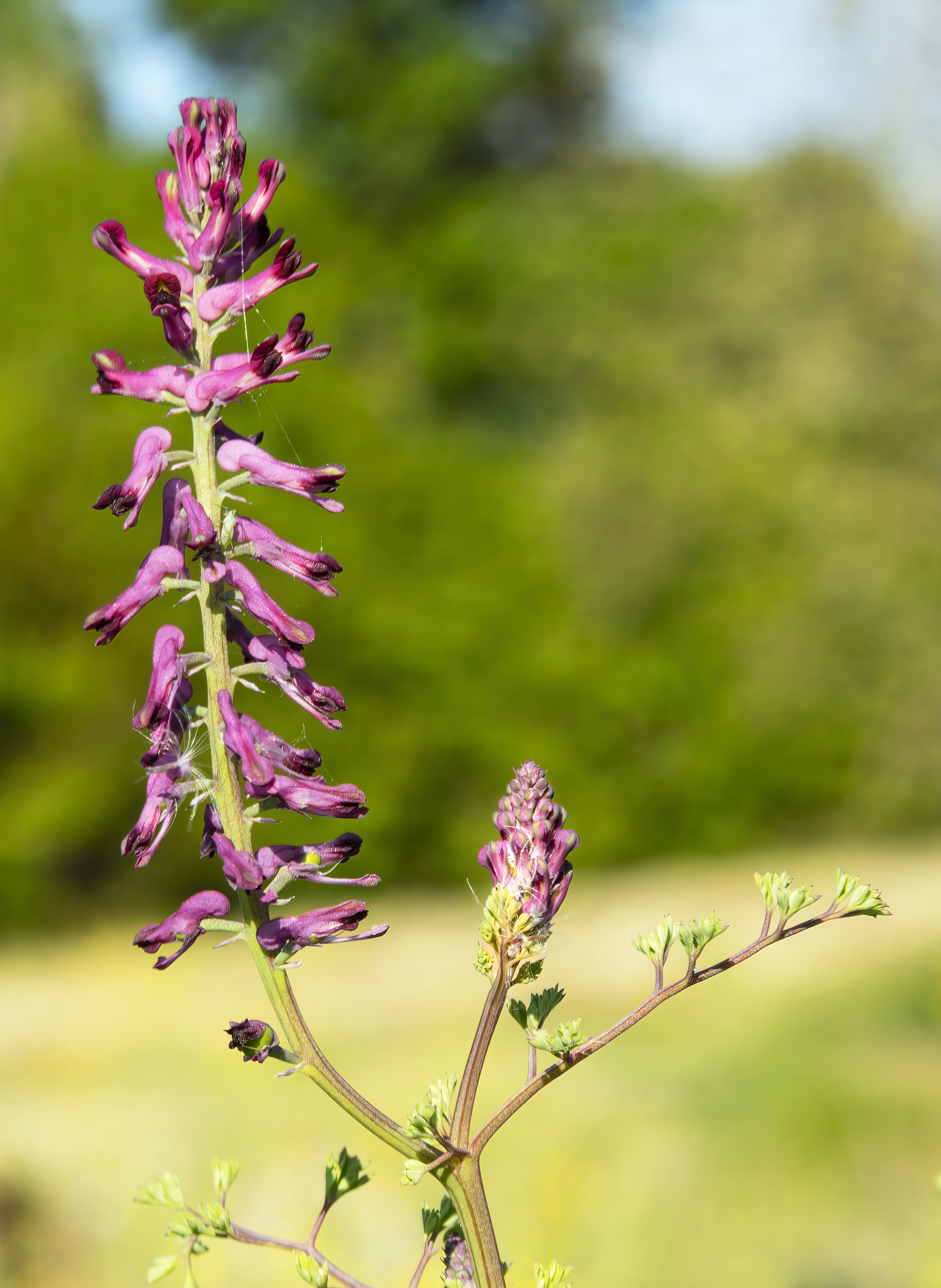
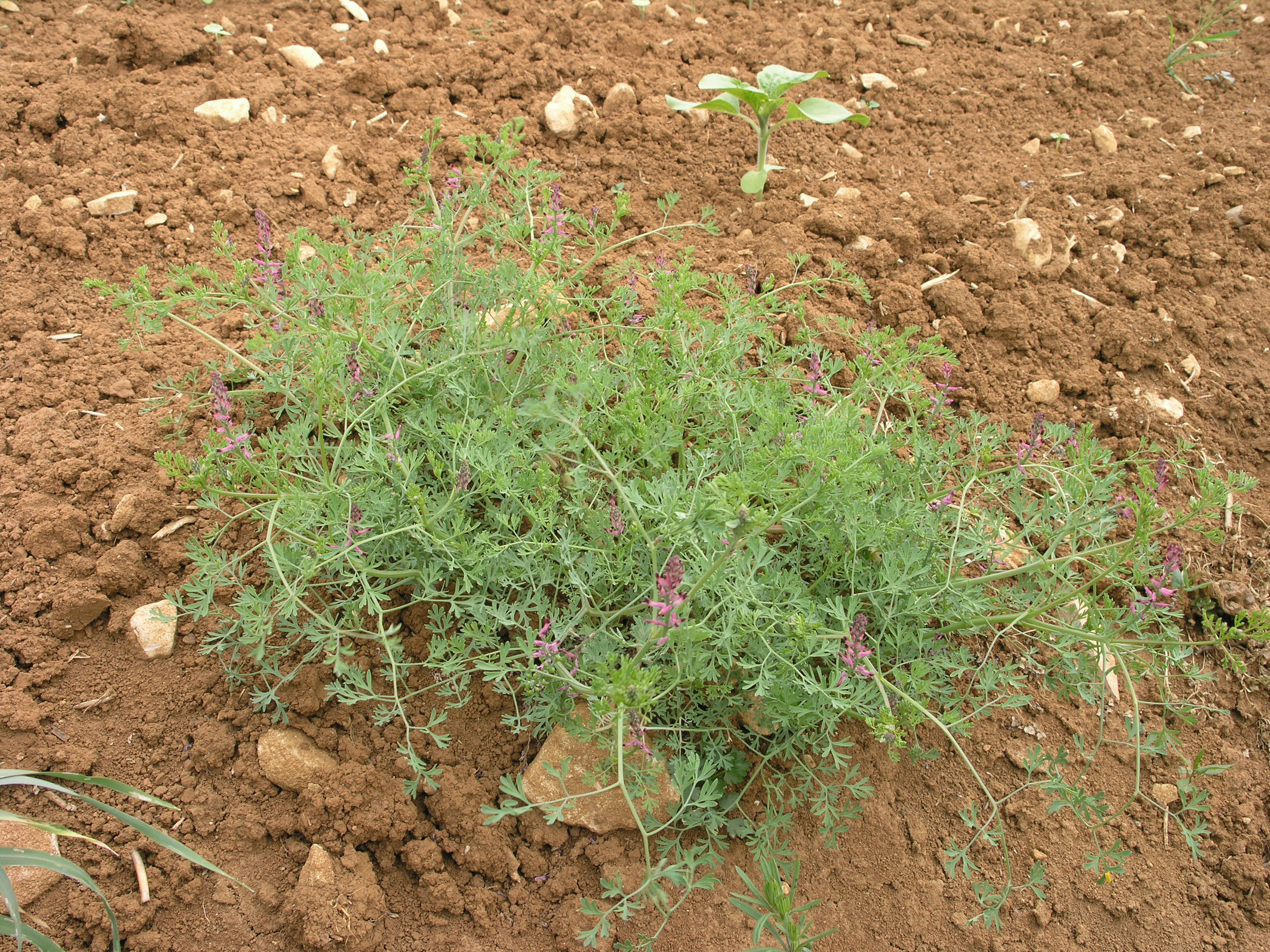

### Geschichte
Die im 1. Jahrhundert von Dioskurides und Plinius beschriebene Pflanze kapnós bzw. capnos (eigentlich „Rauch“) lässt sich als Fumaria officinalis deuten. Ihr auf die Augenlider aufgestrichener Saft sollte das Wiederwachsen der aus den Lidern ausgezogenen Haare verhindern. Der Saft sollte die Augen klar machen und wie der Rauch Tränenfluss bewirken. Möglich ist auch ein Bezug zur Augenreizung beim Verbrennen der Pflanze oder eine Benennung aufgrund der graugrünen, wie angeräuchert aussehenden Blätter.
Innerlich angewendet sollte der Erdrauch „verbrannte Cholera“ durch den Harn austreiben, Stuhlverstopfung beheben und den Magen kräftigen.
Die arabischen Ärzte des Mittelalters übernahmen diese Wirkungsangaben und fügten hinzu, dass der Erdrauch durch „Blutreinigung“ juckende Hautkrankheiten heile. Im Deutschen wurde der Erdrauch seit dem Mittelalter auch „Taubenkropf“, „Katzenkörbel“, „Erdgalle“ und „Ackerraute“ genannt.
In der nordeuropäischen Volksmedizin des 15. Jahrhunderts und in den Kräuterbuchinkunabeln wurde besonders hervorgehoben, dass Zubereitungen aus Erdrauchsaft im Bad eingenommen vor „Aussatz, Krätzigkeit und Räudigkeit“ bewahren sollten. Mit Wolfsmilch vermischt sollte Erdrauchsaft Wasseransammlungen beseitigen. Diese Anwendungsempfehlungen wurden in die Bücher der Väter der Botanik übernommen.

### Historische Abbildungen

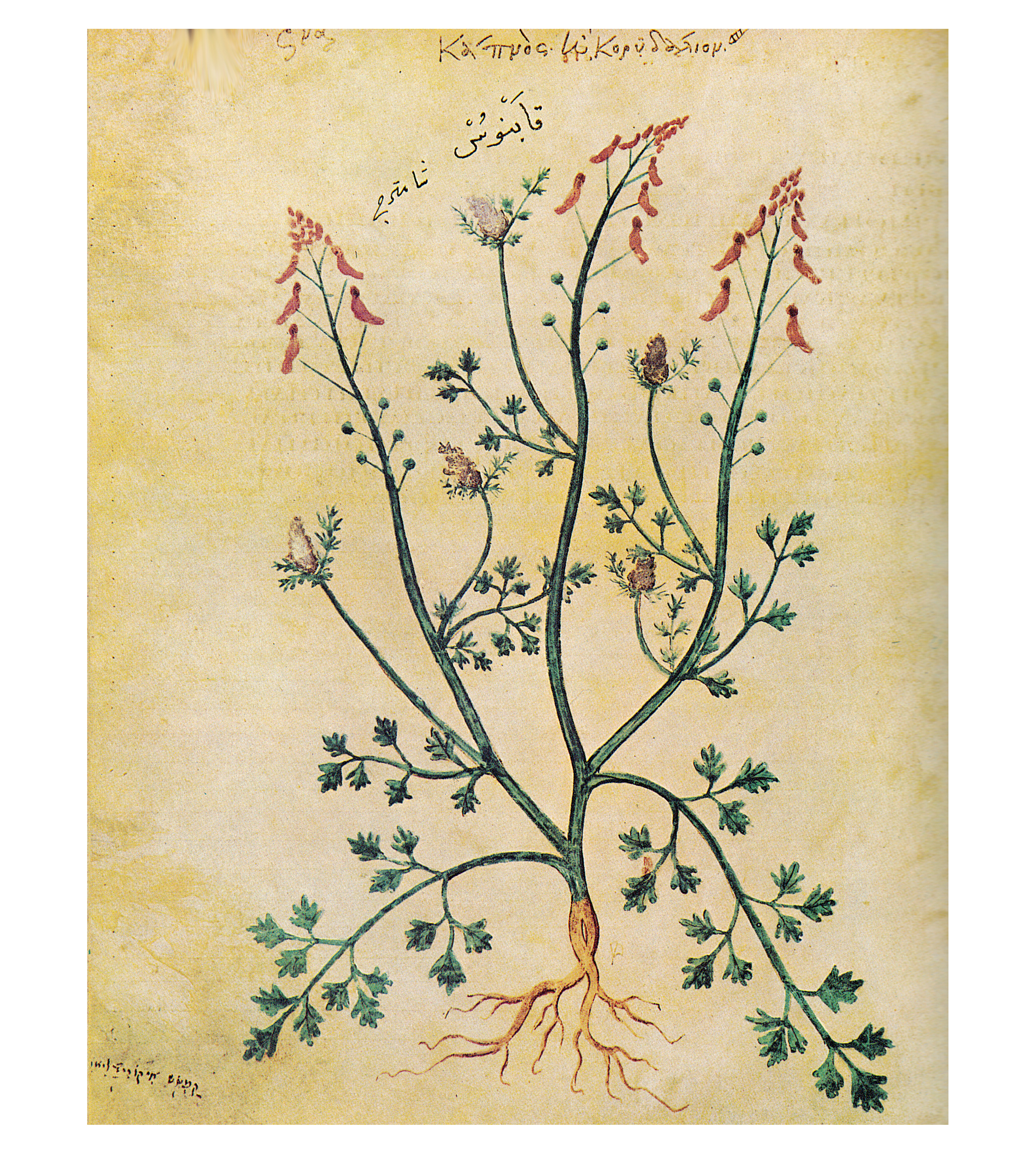
Wiener Dioskurides 6. Jahrhundert
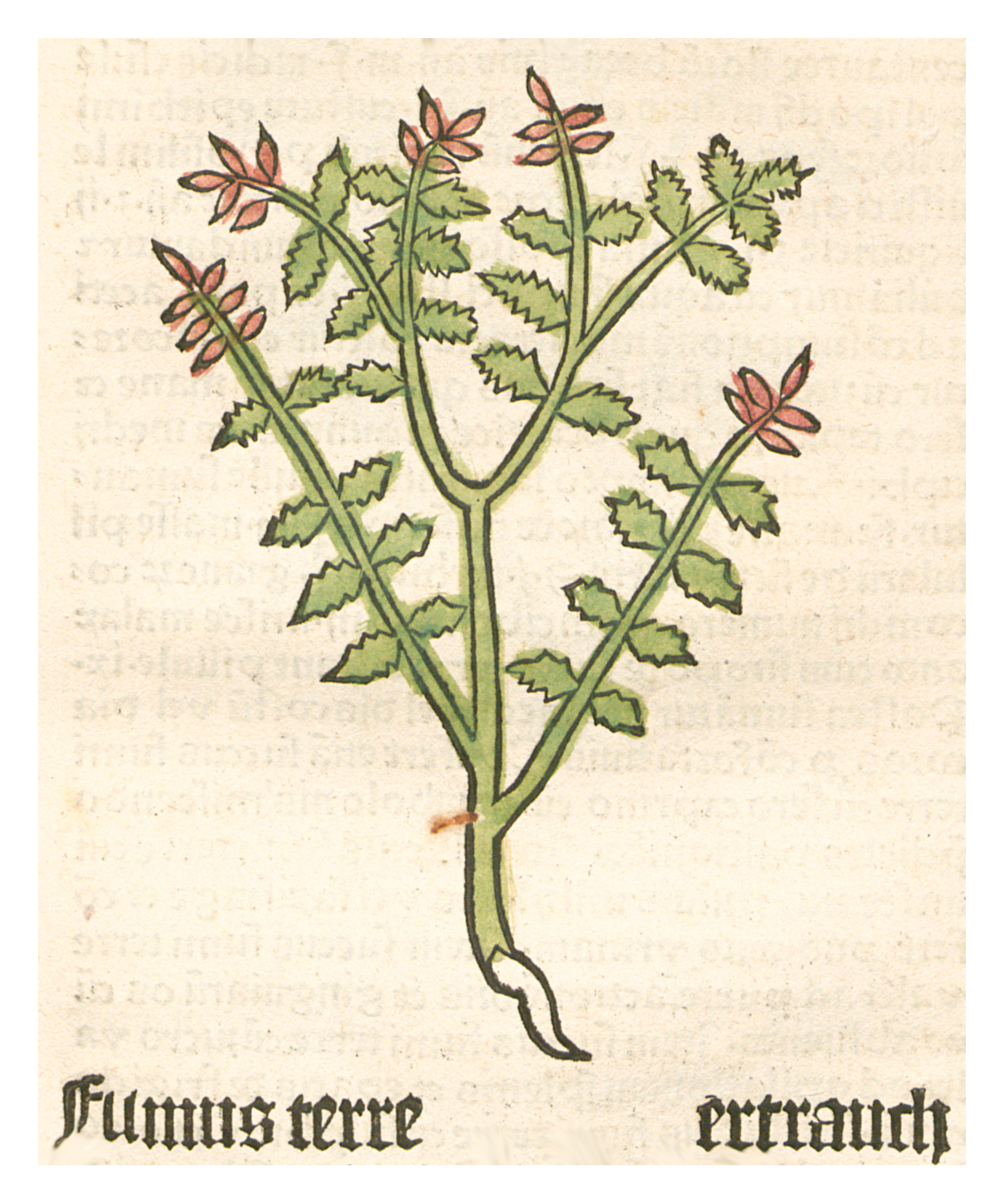
Herbarius Moguntinus 1484
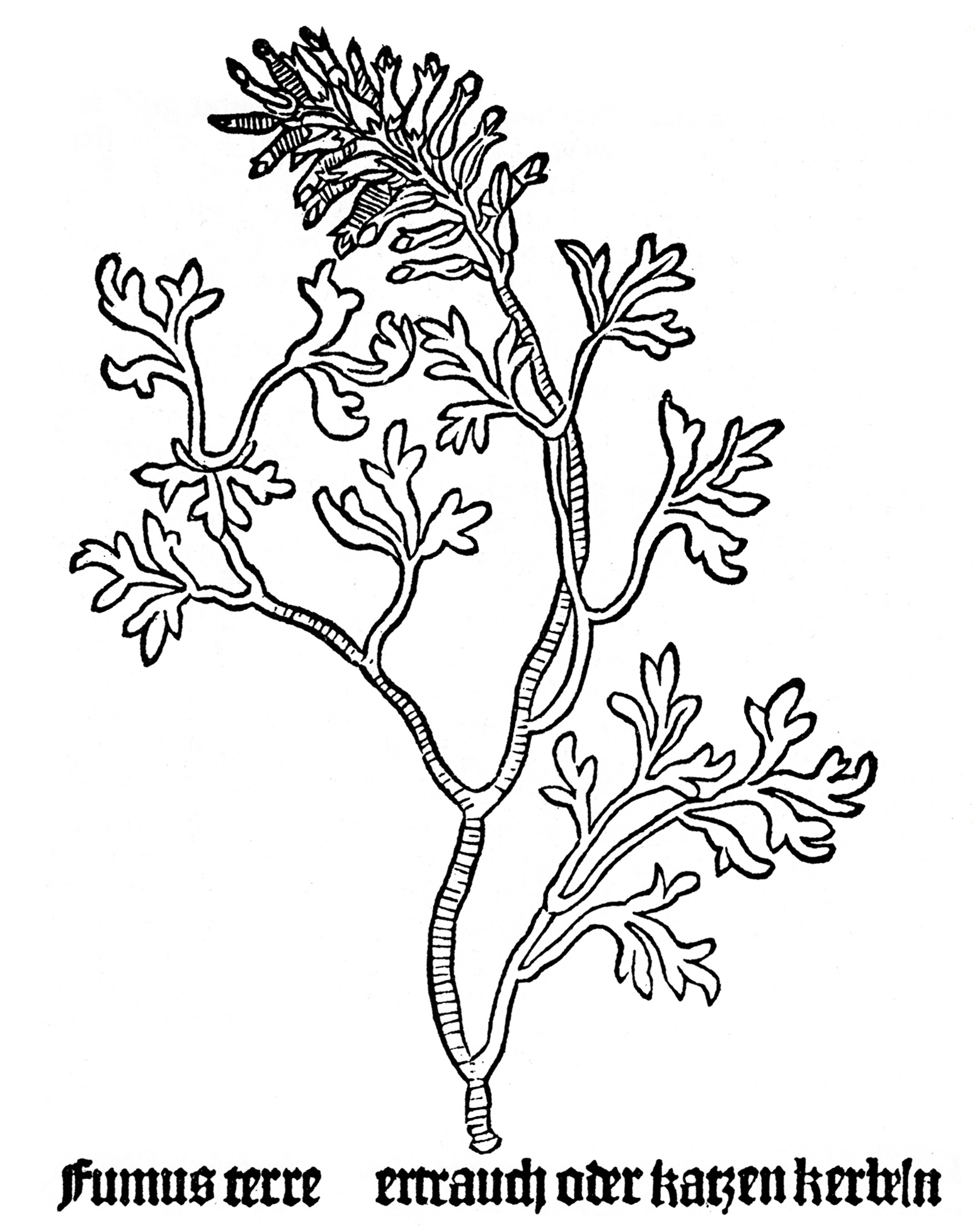
Gart der Gesundheit 1485
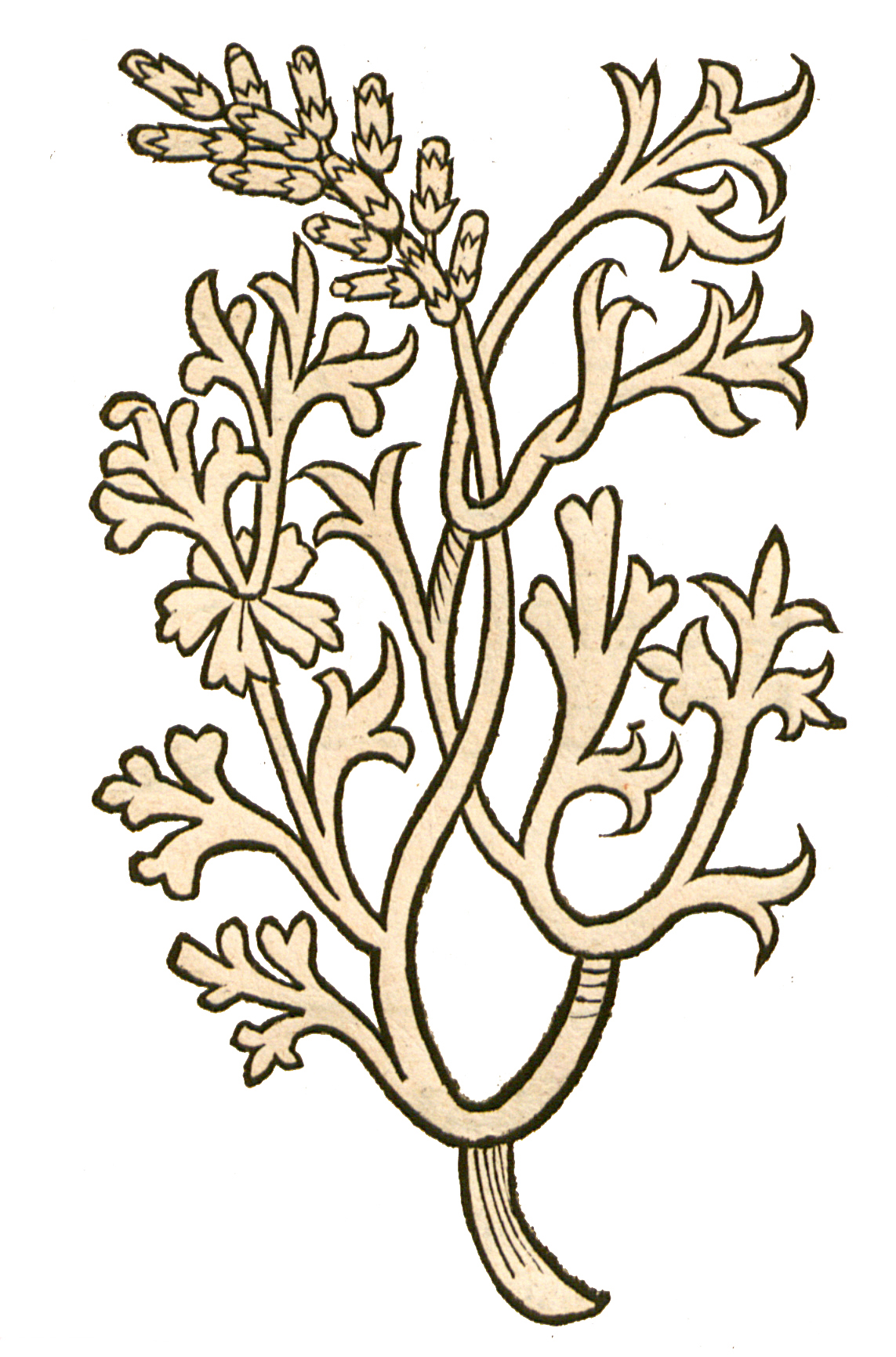
Hortus sanitatis 1491
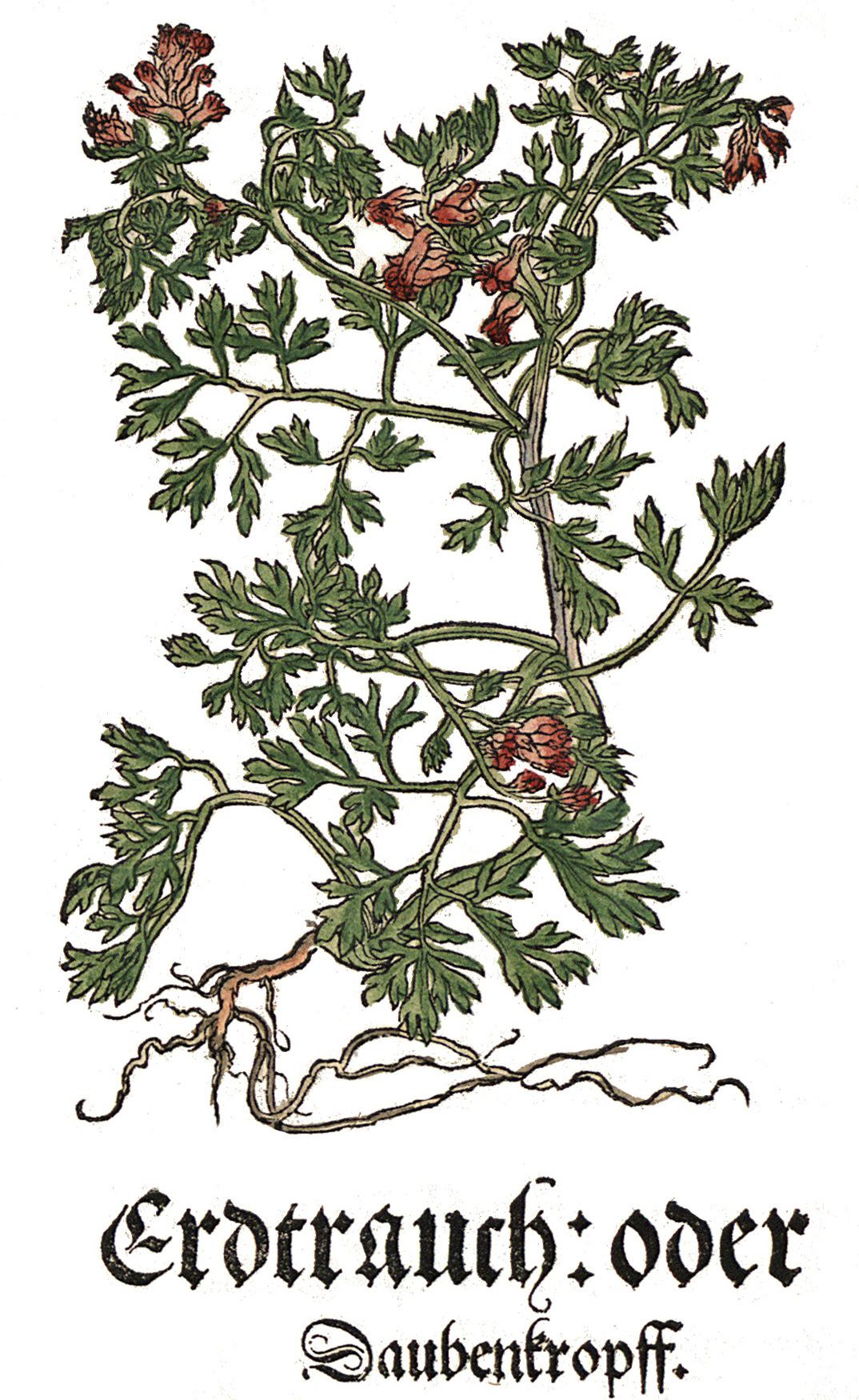
Otto Brunfels 1532
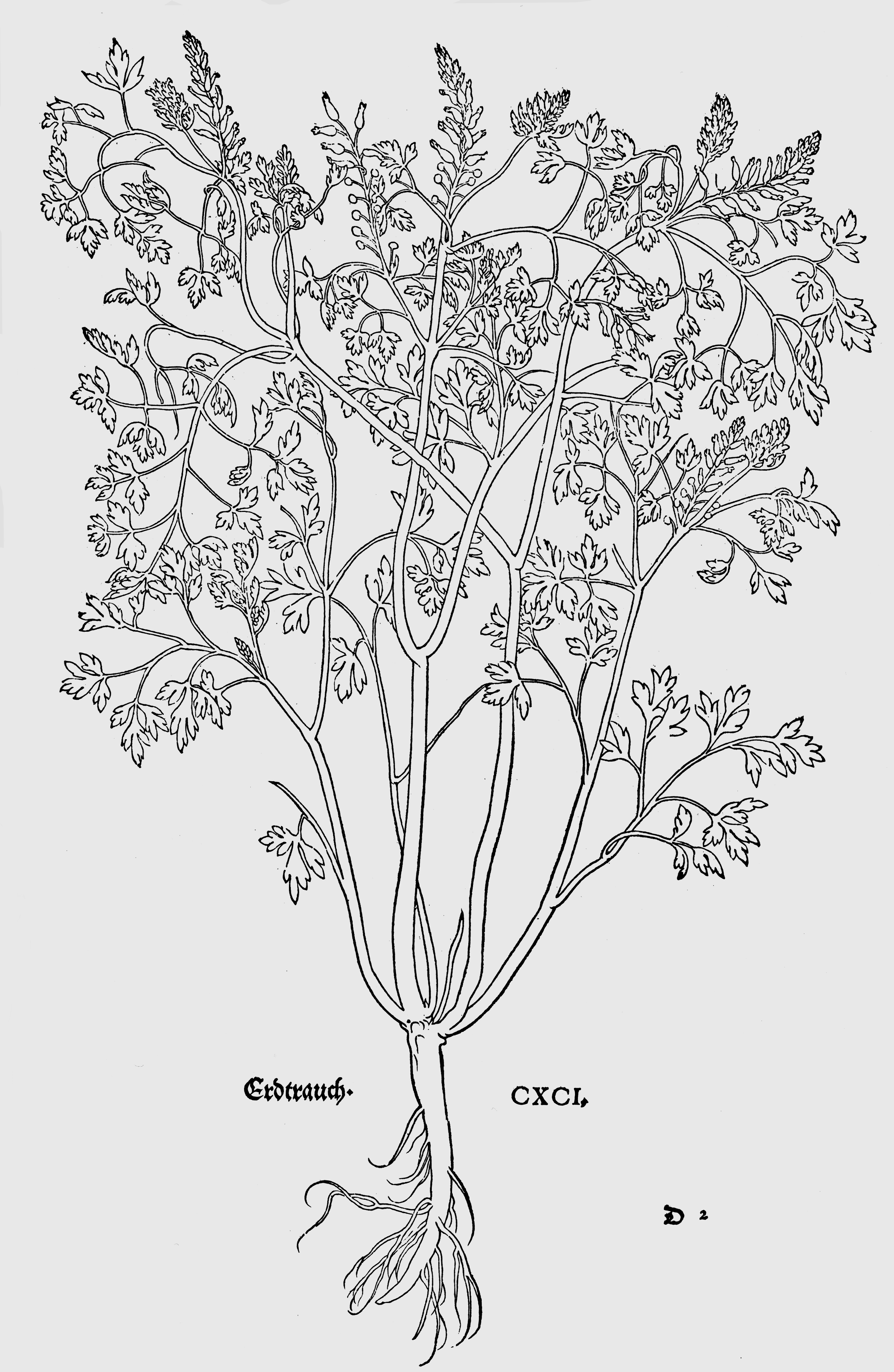
Leonhart Fuchs 1543
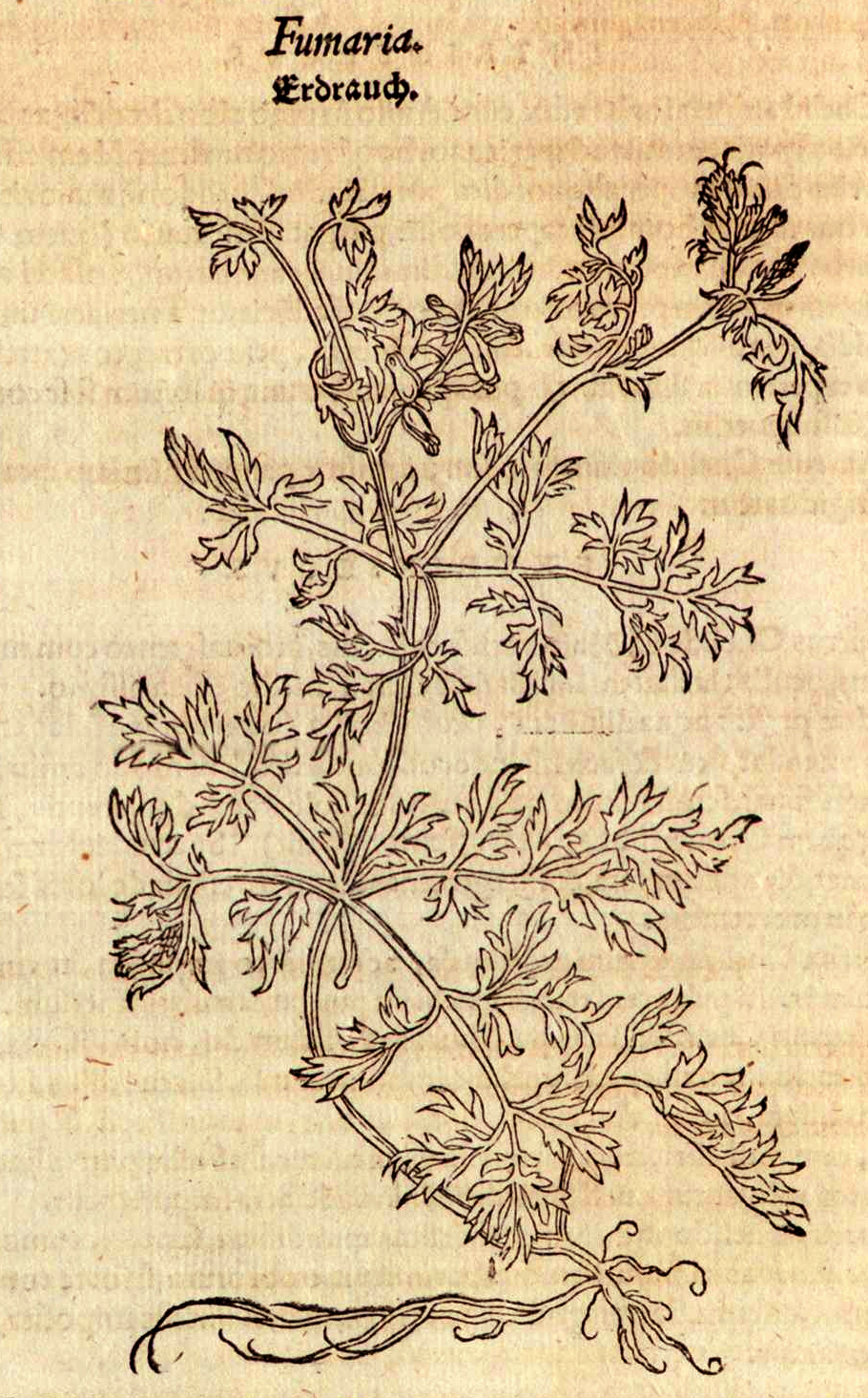
Hieronymus Bock 1546/52
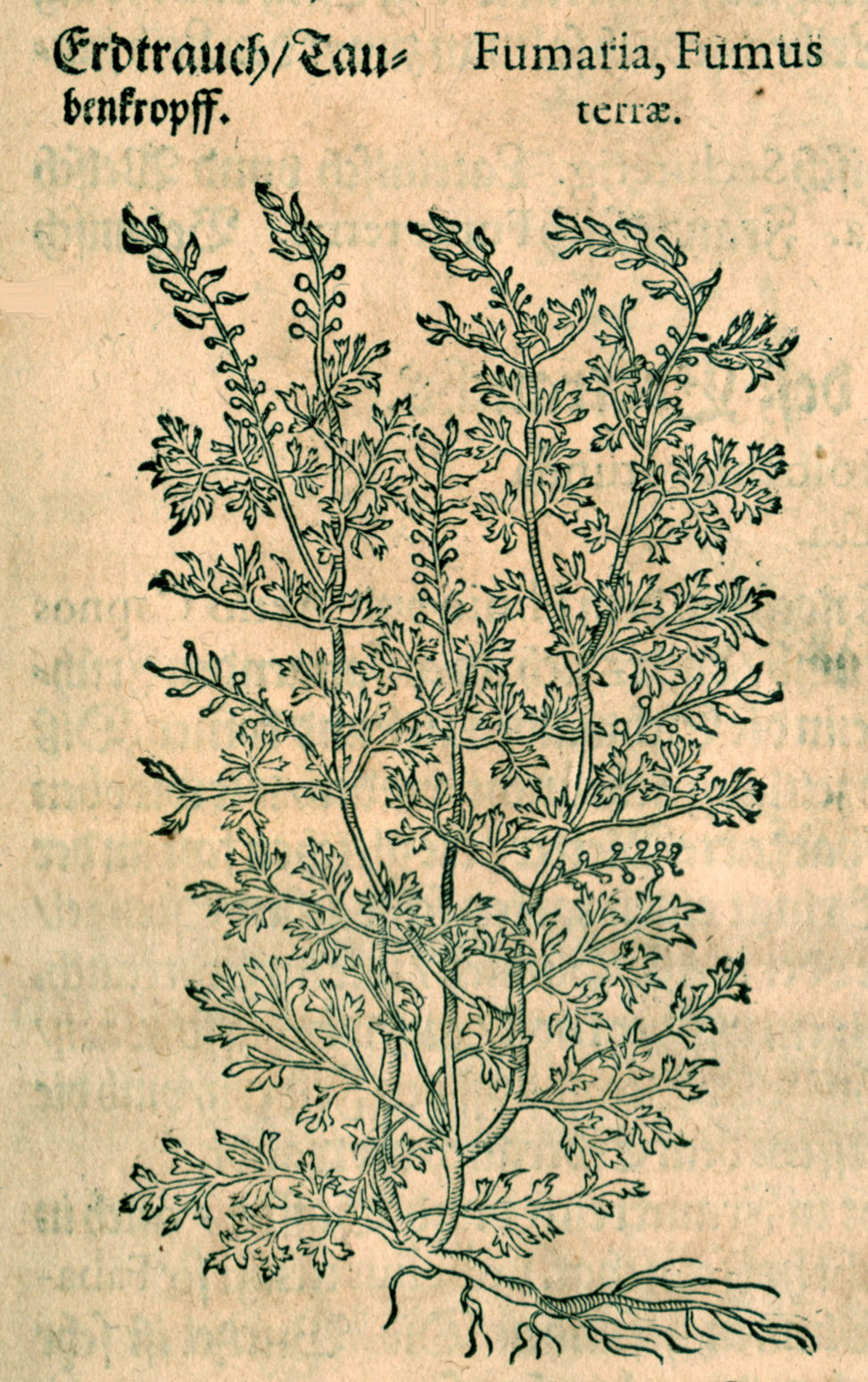
Mattioli / Handsch / Camerarius 1586

## Trivialnamen
Für den Gewöhnlichen Erdrauch bestehen bzw. bestanden auch die weiteren deutschsprachigen Trivialnamen: Abrut, Ackerraute, Alprauch, Alpraute, Brutkraut (Mecklenburg), Charenchorbel (althochdeutsch), Chatzenchl (= Katzenklaue) (mittelhochdeutsch), Chatzenczagel (mittelhochdeutsch), scoene Cutte (mittelniederdeutsch), Daubenkropf, Dubenkirbel (mittelniederdeutsch), Dubenkropf, Duvenkerveln (mittelniederdeutsch), Erdrauch, Ertwurz (mittelhochdeutsch), Erdraute (Schlesien), Feldraute (Schlesien), Fiefsteert, Fimstart (Mecklenburg), Fimsteren, Fimstern, Finsternkraut, Frauenschuhkraut, Fünstern, Ful Gret (einige Dörfer in der Altmark), Grindkraut, Griseum (niederdeutsch), Grünwurzel, Herdrauch (Bern), Jerdrauch (Siebenbürgen), Kattenkervel (mittelniederdeutsch), Kattenvervel (mittelniederdeutsch), Katzencle (mittelhochdeutsch), Katzenkerbel (Österreich, mittelhochdeutsch), Katzenkirbel (mittelhochdeutsch), Katzenkirben (mittelhochdeutsch), Katzenklauen, Katzenklee, Katzenkörbel, Katzenkörffel, Katzenkubel (mittelhochdeutsch), Katzenbil (mittelhochdeutsch), Katzenkyrhel (mittelhochdeutsch), Krätzheil, Lewkenkraut (Altmark), Melancholiekraut, Nonnenrö (Göttingen), Nunnenkraut, Nunnenrö (Göttingen), Nunnenkrut (Mecklenburg), Nunnenkutte, Roek (mittelhochdeutsch), Taubenkerbel (Eifel), Taubenkropf, Tubenkropf (mittelhochdeutsch), schone Vrowe (mittelniederdeutsch), wildes Weinkraut (Kärnten) und Wilderauten.